# 毛枝桂樱
毛枝桂樱（学名：Laurocerasus phaeosticta f. puberula）为蔷薇科桂樱属腺叶桂樱下的一个变型。

## 扩展阅读
- 維基物種上的相關：毛枝桂樱